# Sorry For Your Loss
«Sorry For Your Loss» es el sexto episodio de la primera temporada de la serie estadounidense de drama y ciencia ficción The Tomorrow People. El episodio fue escrito por Jeff Rake y Ray Utarnachitt y dirigido por Nathan Hope. Fue estrenado el 13 de noviembre de 2013 en Estados Unidos por la cadena The CW.
Stephen y Russell salen a la superficie para divertirse un rato y se encuentran con una chica a quien acaban de manifestársele sus poderes e intentan llevarla con ellos pero la chica escapa, por lo que lo reportan a John y Cara, quienes quieren mantener un perfil bajo con Ultra. Russell se entera de que su padre ha fallecido y se debate acerca de si debe o no ir a casa. John se ofrece a acompañar a Russell para ayudarlo a mantenerse fuera de problemas. Mientras tanto, se revela que Jedikiah tiene un impactante secreto que podría destruir su carrera.

## Elenco
- Robbie Amell como Stephen Jameson.
- Peyton List como Cara Coburn.
- Luke Mitchell como John Young.
- Aaron Yoo como Russell Kwon.
- Madeleine Mantock como Astrid Finch (crédito solamente).
- Mark Pellegrino como el Dr. Jedikiah Price.

## Continuidad
- Este es un episodio centrado en Russell.
- Es el segundo episodio en el que Astrid no aparece.
- El episodio marca la primera aparición de Piper Nichols y Morgan Burke.
- Russell se entera de que su padre murió y regresa a su casa después de siete años.
- Darcy Nichols muere en este episodio.
- Piper se une a los Chicos del mañana.
- Irene es dada de alta del hospital tras ser herida en All Tomorrow's Parties.
- Se revela que Jedikiah mantiene una relación con Morgan Burke, una Homo superior.
- Cara le es infiel a John con Stephen.

## Banda sonora[3]
| N.º | Intérprete     | Título                                             | Álbum                   |
| --- | -------------- | -------------------------------------------------- | ----------------------- |
| 1   | Wasted Tape    | Salt                                               | HUTT                    |
| 2   | London Grammar | Hey Now                                            | If You Wait             |
| 3   | Tim Gearan     | For Today                                          | Riverboat               |
| 4   | Fink           | Sort of Revolution (The Cinematic Orchestra Remix) | Sort Of Revolution - EP |

## Casting
El 11 de septiembre de 2013, Carly Pope fue contratada para interpretar a Morgan Burke, una pieza clave en la guerra entre especies.

## Recepción

### Recepción de la crítica
TV.com comentó: "Para decirlo en pocas palabras, los flashbacks de Russell fueron muy interesantes. El concepto de la subtrama era buena, pero la muerte de Darcy se sintió estúpida. Las dos tramas no interactúan entre sí como en el episodio anterior, y como resultado de éste en realidad no se sientieron creadas meticulosamente. En el episodio anterior tuvimos 4 muertes y en éste tuvimos 2 más y hay más por venir, a sabiendas de que los títulos de los próximos episodios son Limbo, Thanatos y Death’s Door".
Jim McMahon de IGN calificó al episodio de bueno y le otorgó una puntuación de 7.1, comentando: "Después de la carnicería de la semana pasada, The Tomorrow People toma un respiro profundo a medida que profundizamos en la historia del origen de Russell".

### Recepción del público
En Estados Unidos, Sorry For Your Loss fue visto por 1.65 millones de espectadores, recibiendo 0.6 millones de espectadores entre los 18 y 49 años, de acuerdo con Nielsen Media Research.